# Italia del popolo
L'Italia del popolo est un journal politique fondé à Milan par Giuseppe Mazzini afin de diffuser ses idées durant le Risorgimento. 

## Histoire
Le premier numéro est sorti le 20 mai 1848 et le dernier le 3 août de la même année. Bien que le quotidien a eu une vie brève, il réussit à introduire dans la presse italienne le modèle grand format à la française 39 × 54 cm.
Le nom est repris par Mazzini plusieurs fois : en 1849 à Rome, à Lausanne en septembre 1849 jusqu'en février 1851, à Gênes de 1857 jusqu'à août 1858 lorsque la publication est suspendue à cause des persécutions policières demandées par Cavour après l'attentat de Felice Orsini. 
Le titre est aussi repris à plusieurs reprises dans la presse italienne : Dario Papa en 1890, puis Gustavo Chiesi. En 1919, à Milan, un journal bi-hebdomadaire au nom très proche de Popolo d'Italia est publié, dirigé par Mario Gibelli et Cipriano Facchinetti. 
Pendant la période et sur le territoire de la République sociale italienne, un quotidien est publié qui reprend le même nom sous la direction de Edmondo Cione et qui est utilisé comme organe du Raggruppamento Nazionale Repubblicano Socialista qui collabore avec le gouvernement de Salò. 
Après la libération, un quotidien milanais dirigé par Luciano Magrini est publié.